# Rhysiidae
Rhysiidae é uma família de cnidários hidrozoários da ordem Anthomedusae.

## Géneros
- Rhysia Brinckmann, 1965